# Гримайлівський ландшафтний парк

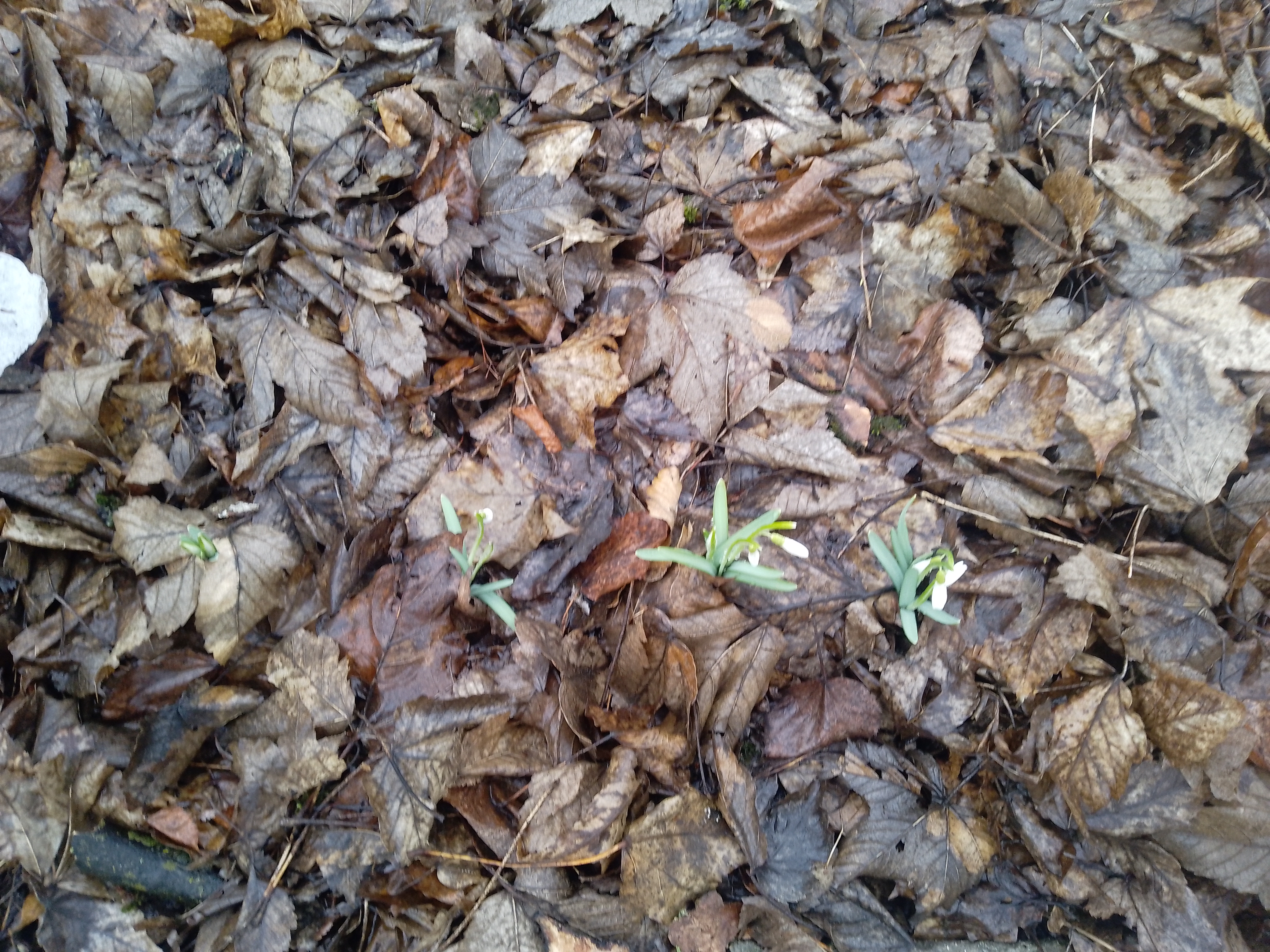
Підсніжники в лютому 2024

Грима́йлівський парк — пам'ятка садово-паркового мистецтва місцевого значення в Україні. Розташований в селищі Гримайлів Чортківського району Тернопільської області.
Площа 13 га. Перебуває у віданні Гримайлівської селищної громади. Рішенням виконкому Тернопільської обласної ради від 20 грудня 1968 року № 870 Гримайлівському парку надано статус об'єкта природно-заповідного фонду.
Заснований у І половині XIX століття у ландшафтному стилі. Тут стояв замок Волянського (збереглася кам'яна стіна).
У Гримайлівському парку встановлено пам'ятник Тарасу Шевченку.
Ростуть дерева, кущі (з них 7 екзотів) 17 видів. Є декілька дерев-гігантів:
- клен несправжньоплатановий (діаметр 120 см, вис. 22 м),
- ясен звичайний (діаметр 130 см, вис. 24 м),
- липа дрібнолиста (діаметр 150 см, вис. 20 м) та ін.